# ریکاردو مورئو
ریکاردو مورئو (انگلیسی: Riccardo Moreo؛ زادهٔ ۲۴ فوریهٔ ۱۹۹۶) بازیکن فوتبال است.